# Telmatactis ternatana
Telmatactis ternatana is een zeeanemonensoort uit de familie Isophelliidae. De anemoon komt uit het geslacht Telmatactis. Telmatactis ternatana werd in 1896 voor het eerst wetenschappelijk beschreven door Kwietniewski. 